# Алсу Курмашева
Алсу Курмашева — празька російсько-американська журналістка татарсько-башкирської служби Радіо Свобода. Курмашеву заарештували в російській Казані 18 жовтня 2023 року за звинуваченням у нереєстрації як «іноземну агентку». Звинувачення передбачає потенційне покарання у вигляді п'яти років позбавлення волі.

## Затримання
Курмашева в'їхала в Росію 20 травня 2023 року для вирішення сімейних обставин, повідомляє Радіо Свобода. Її тимчасово затримали під час очікування зворотного рейсу 2 червня 2023 року в аеропорту Казані, і влада вилучила паспорти Курмашевої, не дозволивши їй покинути країну. Судові документи свідчать, що її оштрафували на 10 000 рублів за те, що вона не зареєструвала свій американський паспорт 11 жовтня 2023 року.
Курмашеву повторно затримали 18 жовтня 2023 року та звинуватили у нереєстрації як «іноземного агента», що карається позбавленням волі на строк до п'яти років. Зокрема, звинувачення проти Курмашевої стверджують, що вона "навмисно проводила цілеспрямований збір військової інформації про російську діяльність через Інтернет для передачі інформації іноземним джерелам. Її адвокат Едгар Матевосян заявив, що вона не визнає себе винною. 20 жовтня 2023 року російська влада продовжила термін тримання під вартою Курмашевої на три дні. 23 жовтня 2023 року районний суд у Казані відхилив клопотання Курмашевої про зміну запобіжного заходу з утримання під вартою, натомість відправивши її в СІЗО до 5 грудня 2023 року.
Затримання Курнашевої викликало значну критику, зокрема з боку західних урядів, міжнародних правозахисних організацій та організацій зі свободи медіа. Відомий російський журналіст Дмитро Козелєв охарактеризував її арешт як «ще одного заручника». Комітет захисту журналістів вимагав від Росії звільнити Курмашеву, висловлюючи «глибоку стурбованість» її затриманням і заявляючи, що «журналістика не є злочином». Державний департамент США стверджував, що затримання Курмашевої є випадком утиску Росією американських громадян. Речник Кремля Дмитро Пєсков заперечив, що Росія переслідує американців. За даними Associated Press, аналітики кажуть, що Росія може використовувати ув'язнених американців як розмінну монету після посилення російсько-американської напруженості після російського вторгнення в Україну.

## Звільнення
1 серпня 2024 року звільнена в рамках міжнародного обміну ув'язненими між Росією, Білоруссю та США і країнами Заходу.

## Особисте життя
Курмашева має громадянство США та Росії. Одружена, має 2 дітей.